# Classement des plus grandes entreprises camerounaises en 2019
La liste ci-dessous répertorie les 20 plus grandes entreprises camerounaises par nombre d'employés de 2019. Les chiffres ont été publiés en 2020 et sont indiqués en milliards de FCFA.

## Classement 2019
| Rang | Nom                              | Siège social | Chiffre d'affaires (milliards de FCFA) | Bénéfice (millions $) | Employés                            | Branche                              | Dirigeant /Fondateur /Propriétaire | Année de création | Classement africain |
| ---- | -------------------------------- | ------------ | -------------------------------------- | --------------------- | ----------------------------------- | ------------------------------------ | ---------------------------------- | ----------------- | ------------------- |
| 0.   | Fonction publique au Cameroun    | Yaoundé      | 184 106 (en ????)                      | -                     | ? ??? (directs) ? ??? (indirects)   | Fonction publique                    | Paul Biya                          | 1960              |                     |
| 1.   | Cameroon Development Corporation | Bota, Limbé  | 37 (en ????)                           | -                     | 22 000                              | Agro- alimentaire                    | Entreprise publique camerounaise   | 1988              | ?                   |
| 2.   | Brasseries du Cameroun           | Douala       | 650 (en 2020)                          | -                     | 6 500 (directs) 100 000 (indirects) | Brasserie & Distribution de boissons | Paul Monthe                        | 1948              | 46                  |
| 3.   | Plantations du Haut Penja        | Penja        | 70,76 (en 2017)                        | -                     | 14 000 (directs) ? ??? (indirects)  | Agro- alimentaire                    |                                    | 1983              |                     |
| 4.   | Sodecoton                        | Garoua       | 140 (en 2019)                          | -                     | 5 500 (directs) ? ???(indirects)    | Agro- alimentaire                    | Entreprise publique camerounaise   | 1927              |                     |
| 5.   | Guinness Cameroun                | Douala       | 92 (en 2009)                           | -                     | 6 000 (directs) ? ??? (indirects)   | Brasserie & Distribution de boissons |                                    | 1969              |                     |
| 6.   | Hévécam                          | Kribi        | 16 (en ????)                           | -                     | 6 000 (directs) ??? (indirects)     | Agro- alimentaire                    |                                    | 1975              |                     |
| 7.   | Groupe Fotso Victor              | Douala       | + de 500 (en 2010)                     | -                     | 5 000 (directs) +18 000 (indirects) | Manufacture, Distribution, ...       | Victor Fotso                       | 1956              |                     |
| 8.   | Socapalm                         | Douala       | 40 (en 2020)                           | -                     | 3 200 (directs) 30 000 (indirects)  | Agro- alimentaire                    | Alexandre Vilgrain                 | 1968              |                     |
| 9.   | Enéo                             | Douala       | 298,65 (en 2018)                       | -                     | 3 750 (directs) ??? (indirects)     | Distribution d'électricité           |                                    | 2014              |                     |
| 10.  | Congelcam                        | Douala       | 142 (en 2015)                          | -                     | 2 000 (directs) 3 000 (indirects)   | Agro- alimentaire                    | Sylvestre Ngouchinghe              | 1982              |                     |